# Václav Šmídl
Václav Šmídl (Praga, 18 de março de 1940) é um ex-jogador de voleibol da República Tcheca que competiu pela Tchecoslováquia nos Jogos Olímpicos de 1964.
Em 1964, ele fez parte da equipe tchecoslovaca que conquistou a medalha de prata no torneio olímpico, no qual participou de seis partidas.